# Herrarnas puckelpist i freestyle vid olympiska vinterspelen 2002
Herrarnas puckelpist i freestyle vid olympiska vinterspelen 2002 vid de olympiska vinterspelen 2002 avgjordes den 12 februari.

## Medaljörer
| Spel       | Guld                | Silver             | Brons             |
| Puckelpist | Janne Lahtela (FIN) | Travis Mayer (USA) | Richard Gay (FRA) |

## Resultat

### Kval
| Placering | Namn                     | Land           | Poäng | Noteringar |
| --------- | ------------------------ | -------------- | ----- | ---------- |
| 1         | Travis Mayer             | USA            | 27,05 | Q          |
| 2         | Janne Lahtela            | Finland        | 26,92 | Q          |
| 3         | Mikko Ronkainen          | Finland        | 26,25 | Q          |
| 4         | Jeremy Bloom             | USA            | 25,98 | Q          |
| 5         | Richard Gay              | Frankrike      | 25,86 | Q          |
| 6         | Ryan Johnson             | Kanada         | 25,60 | Q          |
| 7         | Stéphane Rochon          | Kanada         | 25,57 | Q          |
| 8         | Sami Mustonen            | Finland        | 25,42 | Q          |
| 9         | Yugo Tsukita             | Japan          | 25,33 | Q          |
| 10        | Scott Bellavance         | Kanada         | 25,14 | Q          |
| 11        | Jonny Moseley            | USA            | 25,13 | Q          |
| 12        | Johann Grégoire          | Frankrike      | 24,97 | Q          |
| 13        | Cédric Regnier-Lafforgue | Frankrike      | 24,87 | Q          |
| 14        | Fredrik Fortkord         | Sverige        | 24,81 | Q          |
| 15        | Tapio Luusua             | Finland        | 24,56 | Q          |
| 16        | Laurent Niol             | Frankrike      | 24,46 | Q          |
| 17        | Vitali Glushchenko       | Ryssland       | 24,20 |            |
| 18        | Adrian Costa             | Australien     | 24,13 |            |
| 19        | Christian Stohr          | Schweiz        | 24,03 |            |
| 20        | Kenro Shimoyama          | Japan          | 23,39 |            |
| 21        | Jean-Luc Brassard        | Kanada         | 23,31 |            |
| 22        | Patrik Sundberg          | Sverige        | 23,16 |            |
| 23        | Trennon Paynter          | Australien     | 22,53 |            |
| 24        | Aleksey Bannikov         | Kazakstan      | 22,14 |            |
| 25        | Simone Galli             | Italien        | 21,01 |            |
| 26        | Katsuya Nakamoto         | Japan          | 20,56 |            |
| 27        | Vladimir Tyumentsev      | Ryssland       | 18,42 |            |
| 28        | Evan Dybvig              | USA            | 9,96  |            |
| 29        | Sam Temple               | Storbritannien | 9,03  |            |
| 30        | Teppei Noda              | Japan          | 0,30  |            |

### Final
| Placering | Åkare                          | Poäng |
| --------- | ------------------------------ | ----- |
|           | Janne Lahtela (FIN)            | 27,97 |
|           | Travis Mayer (USA)             | 27,59 |
|           | Richard Gay (FRA)              | 26,91 |
| 4         | Jonny Moseley (USA)            | 26,78 |
| 5         | Tapio Luusua (FIN)             | 26,67 |
| 6         | Scott Bellavance (CAN)         | 26,55 |
| 7         | Ryan Johnson (CAN)             | 26,55 |
| 8         | Mikko Ronkainen (FIN)          | 26,49 |
| 9         | Jeremy Bloom (USA)             | 26,19 |
| 10        | Sami Mustonen (FIN)            | 26,08 |
| 11        | Cédric Regnier-Lafforgue (FRA) | 25,63 |
| 12        | Laurent Niol (FRA)             | 25,00 |
| 13        | Fredrik Fortkord (SWE)         | 24,89 |
| 14        | Johann Grégoire (FRA)          | 22,77 |
| 15        | Stéphane Rochon (CAN)          | 19,80 |
| 16        | Yugo Tsukita (JPN)             | 15,81 |